# Sseomnam
Sseomnam (썸남?, titolo internazionale The Boy Next Door) è una webserie comica sudcoreana del 2017 diretta da Yoo Il-han e basata su un omonimo fumetto online del 2002.

## Trama
Park Kyu-tae e Sung Ji-jae sono due vicini di casa (poi coinquilini a causa di un incidente) agli antipodi nell'aspetto e nella personalità che inizialmente non si sopportano. Sebbene non innamorati l'uno dell'altro accade, in continuazione, che determinati contesti, situazioni e discorsi vengano fortemente fraintesi dagli osservatori che continuamente li scambiano per una coppia omosessuale, dando vita a una commedia degli equivoci.

## Episodi
| Stagione       | Episodi | Primo episodio | Ultimo episodio |
| -------------- | ------- | -------------- | --------------- |
| Prima stagione | 15      | 3 aprile 2017  | 28 aprile 2017  |

## Personaggi

### Principali
- Park Kyu-tae, interpretato da Choi Woo-shik
È un ragazzo meticoloso, timido e ossessionato dall'igiene che studia per diventare un programmatore di videogame. È il vicino (poi coinquilino) di Sung Ji-jae. Nel corso della storia si innamorerà di Kim Min-ah.
- Sung Ji-jae, interpretato da Jang Ki-yong
È un ragazzo muscoloso che studia per diventare un creatore d'animazione. È il vicino (poi coinquilino) di Park Kyu-tae. Era stato fidanzato con Kim Min-ah, con la quale ha ancora una buona amicizia.
- Kim Min-ah, interpretata da Jang Hee-ryung
È un'amica di Sung Ji-jae. Durante la storia, per una serie di fraintendimenti, crede che Park Kyu-tae e Sung Ji-jae siano una coppia omosessuale.

### Secondari
- Yoon Jung-il, interpretato da Won Hyung
È il fidanzato di Kim Min-ah che nel corso della serie la lascerà per stare con Seung Jong; ciò grazie a un discorso frainteso di Park Kyu-tae che lo porta a fare pubblicamente coming out.
- Seung Jong, interpretato da Jang Yoo-sang
È il fidanzato di Yoon Jung-il.
- Padrone di casa, interpretato da Lee Byung-joon
È il proprietario dello stabile in cui vivono Park Kyu-tae e Sung Ji-jae.
- Gordon, interpretato da Guillaume Patry
È un vicino di casa, di etnia europoide, di Park Kyu-tae e Sung Ji-jae che li trova sempre in situazioni equivoche.

### Guest Star
- Proprietario del bar karaoke 1, interpretato da Yoo Se-yoon
Forma una coppia omosessuale molto affiatata con l'altro proprietario del karaoke.
- Proprietario del bar karaoke 2, interpretato da Muzie
Forma una coppia omosessuale molto affiatata con l'altro proprietario del karaoke.
- Joy nel ruolo di se stessa
Attrice.
- Kim Hee-jung[non chiaro] nel ruolo di se stessa
Attrice.